# Иванов, Виктор Александрович (полковник)
Виктор Александрович Иванов (23 января 1905 года, Астрахань — 30 октября 1949 года) — советский военный деятель, полковник (1943 год).

## Начальная биография
Виктор Александрович Иванов родился 23 января 1905 года в Астрахани.
Работал печатником в типографии № 2 в Саратове.

## Военная служба

### Довоенное время
В сентябре 1926 года призван в ряды РККА и направлен на учёбу в 20-ю Саратовскую пехотную школу, после расформирования которой в сентябре 1927 года был переведён в Ульяновскую пехотную школу имени В. И. Ленина. По окончании учёбы в сентябре 1929 года направлен в 71-й отдельный дивизион ОГПУ, дислоцированный во Свердловске, где служил на должностях командира взвода, помощника начальника штаба и начальника штаба.
В ноябре 1933 года Иванов направлен на учёбу в Высшую пограничную школу в Москве, после окончания которой с мая 1935 года служил на должностях командира дивизиона, и начальника полковой школы в составе 51-го железнодорожного полка пограничных и внутренних войск НКВД, дислоцированного в Ленинграде.
В феврале 1938 года назначен на должность младшего, а затем — на должность старшего помощника начальника отдела боевой подготовки пограничных войск НКВД Ленинградского округа, находясь на которой, принимал участие в боевых действиях в ходе советско-финской войны.
В марте 1940 года назначен на должность помощника начальника штаба пограничных войск НКВД Западно-Сибирского округа в Новосибирске.

### Великая Отечественная война
С началом войны Иванов назначен на должность начальника штаба 910-го стрелкового полка в составе 243-й стрелковой дивизии, которая формировалась в Ярославле и в июле направлена в действующую армию. После прибытия в Селижарово дивизия через Андреаполь, Торопец, Старую Торопу и вышла в район Севастьянова, после чего вела оборонительные боевые действия на реке Западная Двина. В конце месяца Иванов был ранен и направлен в госпиталь. После выздоровления назначен на должность старшего помощника начальника отдела боевой подготовки 39-й армии (Калининский фронт), после чего принимал участие в боевых действиях в ходе Калининской и Ржевско-Вяземской наступательных операций, а также в боях в районе Ржева, Сычёвки и Вязьмы. В июне 1942 года назначен на должность заместителя начальника оперативного отдела штаба этой же армии, которая в результате действий войск противника в начале июля попала в окружение. Майор В. А. Иванов возглавил группу командиров из штаба 39-й армии в количестве примерно в 100—120 человек и затем организовал выход из окружения в районе деревни Егорье (Смоленская область) в полосе обороны 21-й гвардейской стрелковой дивизии, а затем принимал участие в окончательном прорыве окружения.
В августе назначен на должность командира 231-го запасного стрелкового полка (39-я армия), а в ноябре — на должность заместителя командира 186-й стрелковой дивизии, ведшей оборонительные боевые действия на реке Молодой Туд, а в ходе Ржевско-Вяземской операции участвовала в освобождении города Оленино. Вскоре дивизия принимала участие в ходе Орловской и Брянской наступательных операций.
19 октября 1943 года полковник Иванов назначен на должность заместителя командира 120-й гвардейской стрелковой дивизии, вскоре принимавшей участие в ходе Гомельско-Речицкой наступательной операции. 30 декабря того же года назначен на должность командира 17-й стрелковой дивизии, которая вскоре участвовала в боевых действиях на бобруйском направлении.
В мае 1944 года направлен на учёбу на ускоренный курс Высшей военной академии имени К. Е. Ворошилова, после окончания которого с марта 1945 года состоял в распоряжении Главного управления кадров НКО и Военного совета 1-го Украинского фронта.

### Послевоенная карьера
С мая 1945 года состоял в распоряжении Военного совета 5-й гвардейской армии, а в сентябре направлен в Военную академию имени М. В. Фрунзе, где в ноябре был назначен на должность преподавателя кафедры общей тактики, в мае 1947 года — на должность старшего преподавателя оперативно-тактической подготовки и тактического руководителя учебной группы факультета по подготовке офицеров иностранных армий, а в сентябре 1949 года — на должность военного атташе при Посольстве СССР в Венгерской Народной Республике.
Полковник Виктор Александрович Иванов умер 30 октября 1949 года из-за болезни.

## Награды
- Два ордена Красного Знамени (23.09.1942, 05.11.1946);
- Орден Отечественной войны 2 степени (12.08.1943);
- Орден Красной Звезды (03.11.1944);
- Медали.